# Cacoma
Cacoma – miasto w Angoli, w prowincji Huambo.